# ليتل إيفا
ليتل إيفا (بالإنجليزية: Little Eva)‏ هي مغنية أمريكية، ولدت في 29 يونيو 1943 في بلهافن في الولايات المتحدة، وتوفيت في 10 أبريل 2003 في كينستون في الولايات المتحدة بسبب سرطان وسرطان عنق الرحم.

## وصلات خارجية
- ليتل إيفا على موقع IMDb (الإنجليزية)
- ليتل إيفا على موقع ميوزك برينز (الإنجليزية)
- ليتل إيفا على موقع إن إن دي بي (الإنجليزية)
- ليتل إيفا على موقع أول ميوزيك (الإنجليزية)
- ليتل إيفا على موقع ديسكوغز (الإنجليزية)